# Pathology
A Pathology egy jelenleg három taggal rendelkező brutal death metal együttes. Jellemző rájuk a gyors dobolás és a mély hörgés.
A zenekar tagjai Dave Astor, Tim Tiszczenko és Matti Way.
A zenekar 2006-ban alakult meg San Diegóban. Dave Astor alapította, aki korábban a szintén death metalt játszó Cattle Decapitation tagja volt. Lemezeiket a független Sevared Records kiadó jelenteti meg.

## Diszkográfia
Fennállásuk alatt kilenc stúdióalbumot jelentettek meg, a következőket:
- Surgically Hacked (2006)
- Incisions of Perverse Debauchery (2008)
- Age of Onset (2009)
- Legacy of the Ancients (2010)
- Awaken to the Suffering (2011)
- The Time of Great Purification (2012)
- Lords of Rephaim (2013)
- Throne of Reign (2014)
- Pathology (2017)
- Reborn to Kill (2019)